# Episodi di Arrow (quinta stagione)
La quinta stagione della serie televisiva Arrow è stata trasmessa in prima visione assoluta negli Stati Uniti d'America da The CW dal 5 ottobre 2016 al 24 maggio 2017. Questa stagione segna la fine dei flashbacks, ovvero il racconto dei cinque anni in cui Oliver Queen era scomparso, con l'ultimo capitolo ambientato in Russia. Entrano nel cast principale della serie Echo Kellum e Josh Segarra, mentre Katie Cassidy, Susanna Thompson, Manu Bennett e John Barrowman riappaiono come guest star. Nel finale di stagione, Josh Segarra esce dal cast della serie. In questa stagione si forma un nuovo Team Arrow, con l'ingresso di nuovi attori come Rick Gonzalez (Wild Dog), Joe Dinicol (Ragman) e Juliana Harkavy (Dinah Drake). In Italia, la stagione è andata in onda dal 3 gennaio 2017 al 24 giugno 2017 su Italia 1. L'episodio 8 di questa stagione è stato il centesimo della serie ed è anche la terza parte del mega-crossover in quattro parti con Supergirl, The Flash e Legends of Tomorrow. L'episodio ha preso il titolo di "Invasione!". L'antagonista principale è Adrian Chase / Prometheus.
| n° | Titolo originale        | Titolo italiano                    | Prima TV USA     | Prima TV in Italia |
| -- | ----------------------- | ---------------------------------- | ---------------- | ------------------ |
| 1  | Legacy                  | Retaggio                           | 5 ottobre 2016   | 3 gennaio 2017     |
| 2  | The Recruits            | Le reclute                         | 12 ottobre 2016  | 10 gennaio 2017    |
| 3  | A Matter of Trust       | Una questione di fiducia           | 19 ottobre 2016  | 17 gennaio 2017    |
| 4  | Penance                 | Penitenza                          | 26 ottobre 2016  | 24 gennaio 2017    |
| 5  | Human Target            | Bersaglio umano                    | 2 novembre 2016  | 31 gennaio 2017    |
| 6  | So It Begins            | Così si comincia                   | 9 novembre 2016  | 7 febbraio 2017    |
| 7  | Vigilante               | Vigilante                          | 16 novembre 2016 | 14 febbraio 2017   |
| 8  | Invasion!               | Invasione!                         | 30 novembre 2016 | 21 febbraio 2017   |
| 9  | What We Leave Behind    | Quello che ci lasciamo alle spalle | 7 dicembre 2016  | 28 febbraio 2017   |
| 10 | Who are you?            | Black Siren                        | 25 gennaio 2017  | 7 marzo 2017       |
| 11 | Second Chances          | Una seconda occasione              | 1º febbraio 2017 | 25 marzo 2017      |
| 12 | Bratva                  | Bratva                             | 8 febbraio 2017  | 1º aprile 2017     |
| 13 | Spectre of the Gun      | Lo spettro di una pistola          | 15 febbraio 2017 | 8 aprile 2017      |
| 14 | The Sin-Eater           | Il mangia peccati                  | 22 febbraio 2017 | 15 aprile 2017     |
| 15 | Fighting Fire with Fire | Combattere il fuoco col fuoco      | 1º marzo 2017    | 22 aprile 2017     |
| 16 | Checkmate               | Scacco matto                       | 15 marzo 2017    | 29 aprile 2017     |
| 17 | Kapiushon               | Kapiushon                          | 22 marzo 2017    | 6 maggio 2017      |
| 18 | Disbanded               | Scioglimento                       | 29 marzo 2017    | 13 maggio 2017     |
| 19 | Dangerous Liaisons      | Relazioni pericolose               | 26 aprile 2017   | 20 maggio 2017     |
| 20 | Underneath              | Nel bunker                         | 3 maggio 2017    | 27 maggio 2017     |
| 21 | Honor Thy Fathers       | Onora i tuoi padri                 | 10 maggio 2017   | 10 giugno 2017     |
| 22 | Missing                 | Scomparsi                          | 17 maggio 2017   | 17 giugno 2017     |
| 23 | Lian Yu                 | Lian Yu                            | 24 maggio 2017   | 24 giugno 2017     |

## Retaggio
- Titolo originale: Legacy
- Diretto da: James Bamford
- Scritto da: Greg Berlanti (soggetto); Marc Guggenheim e Wendy Mericle (sceneggiatura)

### Trama
Green Arrow si trova a dover affrontare una nuova e pericolosa minaccia rappresentata da Anarky, un nemico astuto e imprevedibile che semina il caos nella città. Durante questo scontro, il vigilante Wild Dog decide di unirsi alla battaglia, desideroso di dimostrare il suo valore. Tuttavia, Oliver non accetta il suo aiuto, convinto che l'atteggiamento impulsivo di Wild Dog possa mettere in pericolo la missione. In un momento di tensione, Oliver ferisce Wild Dog alla gamba per fermarlo, sottolineando la sua determinazione a combattere da solo. Mentre la situazione si complica, Felicity riesce a disattivare una bomba che Anarky aveva piazzato per creare panico tra i cittadini. Con grande abilità, Oliver riesce infine a catturare Anarky, portando un po' di tranquillità nella città.
Ora che Oliver ha assunto il ruolo di sindaco, si trova a dover bilanciare le sue responsabilità politiche con le sue attività da vigilante. Per affrontare questa sfida, si fa aiutare da Thea, che lo supporta nei suoi impegni pubblici e lo guida nelle decisioni politiche. Felicity, nel frattempo, cerca di convincere Oliver ad arruolare Wild Dog nel suo team di vigilanti. Crede fermamente che la squadra possa beneficiare delle abilità di Wild Dog e che la sua esperienza sul campo possa rivelarsi utile nella lotta contro il crimine. Tuttavia, Oliver rimane fermo nella sua posizione e rifiuta l'idea, temendo che l'irruenza di Wild Dog possa compromettere la loro missione e mettere in pericolo i membri della squadra.
La tensione tra Oliver e Wild Dog cresce mentre entrambi cercano di trovare il loro posto nel panorama del vigilante e della giustizia. Mentre Oliver continua a lavorare come sindaco e a combattere il crimine come Green Arrow, deve anche affrontare le conseguenze delle sue decisioni e le dinamiche all'interno del suo team. La lotta tra dovere e giustizia diventa sempre più complessa, mentre nuovi nemici si affacciano all'orizzonte e le alleanze vengono messe alla prova.
- Guest star: Katie Cassidy (Laurel Lance), David Nykl (Anatoly Knyazev), Chad L. Coleman (Tobias Church), Rick Gonzalez (Rene Ramirez/Wild Dog), Alexander Calvert (Lonnie Machin), Adrian Holmes (Tenente Frank Pike), Mike Dopud (Viktor), Tyler Ritter (Billy Malone), Mike Hanus (Sergio), Ryan S Williams (Tenente Conahan)
- Ascolti USA: telespettatori 1 870 000[2]
- Ascolti Italia: telespettatori 1 239 000 – share 6,49%[3]

## Le reclute
- Titolo originale: The Recruits
- Diretto da: James Bamford
- Scritto da: Speed Weed e Beth Schwartz

### Trama
Oliver trova Wild Dog e gli propone di entrare a far parte del suo team, insieme a Curtis e alla nuova Black Canary, Evelyn Sharp. Tuttavia, a eccezione di Curtis, gli altri membri del gruppo non devono sapere la vera identità di Green Arrow. Per questo motivo, Oliver li addestra indossando maschera e cappuccio, mantenendo segreta la sua identità. I tre vigilanti devono inizialmente rimanere dietro a una linea; successivamente, una volta oltrepassata, devono raggiungere una campana e farla suonare per completare l'esercizio. Tuttavia, Oliver si contrappone ai loro sforzi e li affronta, battendoli facilmente e dimostrando la sua superiorità.Nel frattempo, in qualità di sindaco, Oliver ha l'intenzione di creare una clinica gratuita per i cittadini bisognosi e decide di chiedere fondi all'AmerTek. Tuttavia, la situazione si complica quando il vicepresidente dell'azienda viene aggredito durante la notte e portato in ospedale da un misterioso uomo dotato di poteri speciali. Quest'individuo è avvolto in un mantello dal quale fa fuoriuscire degli stracci con cui avvolge le sue vittime, rendendolo ancora più temibile.Parallelamente, Diggle e la sua unità si dirigono verso un accampamento di terroristi con l'obiettivo di recuperare delle armi nucleari. Purtroppo, durante l'operazione, sono traditi dagli altri soldati presenti nel campo. La tensione cresce mentre Oliver deve affrontare sia le sfide del suo nuovo ruolo politico che le minacce che incombono sulla città, cercando di mantenere l'equilibrio tra la sua vita da vigilante e le sue responsabilità come sindaco.
- Guest star: David Nykl (Anatoly Knyazev), Chad L. Coleman (Tobias Church), Joe Dinicol (Rory Regan/Ragman), Rick Gonzalez (Rene Ramirez/Wild Dog), Madison McLaughlin (Evelyn Sharp), Tyler Ritter (Billy Malone), Garry Chalk (Colonnello Walker), Suki Kaiser (Janet Carroll), Vincent Dangerfield (Evan Wender)
- Ascolti USA: telespettatori 1 940 000[4]
- Ascolti Italia: telespettatori 996 000 – share 4,95%[5]

## Una questione di fiducia
- Titolo originale: A Matter of Trust
- Diretto da: Gregory Smith
- Scritto da: Ben Sokolowski e Emilio Ortega Aldrich

### Trama
Green Arrow indaga su una nuova droga chiamata Stardust, che sta circolando per le strade della città. A produrla è un signore del crimine di nome Derek Sampson, il quale ha l'intenzione di opporsi a Church e prendere il controllo della città per sé. Curtis, Rory, Evelyn e Rene si offrono volontari per aiutare il loro mentore sul campo, ma Oliver preferisce aspettare, in quanto non li ritiene ancora pronti per affrontare il pericolo. Rene si propone di indagare con lui, poiché conosce bene i luoghi di ritrovo degli spacciatori, ma Oliver rifiuta il suo aiuto. Così, Rene, insieme a Evelyn, decide di andare nel covo di Sampson. Dopo una violenta lotta, Rene riesce a uccidere Sampson, gettandolo in una vasca piena di Stardust. Dopo la morte di Sampson, il procuratore Adrian Chase si reca nell'ufficio di Oliver e si arrabbia con lui, accusandolo di non avere il controllo sulla situazione nella città. Oliver, tuttavia, è già a conoscenza dell'incidente e si arrabbia con Rene, facendogli capire che ha sbagliato ad agire in quel modo. La procura stava infatti costruendo un caso su Sampson con l'obiettivo di risalire ai suoi complici e ai nascondigli dove era immagazzinata la Stardust. Adesso, con la morte del signore della droga, l'operazione è andata in fumo e Oliver deve affrontare le conseguenze delle azioni impulsive dei suoi alleati.
- Guest star: David Nykl (Anatoly Knyazev), Cody Runnels (Derek Sampson), Carly Pope (Susan Williams), Audrey Marie Anderson (Lyla Michaels), Rick Gonzalez (Rene Ramirez/Wild Dog), Joe Dinicol (Rory Regan/Ragman), Madison McLaughlin (Evelyn Sharp), Michael Rowe (Floyd Lawton), Tyler Ritter (Billy Malone), Mike Dopud (Viktor), Mike Hanus (Sergio)
- Ascolti USA: telespettatori 1 790 000[6]
- Ascolti Italia: telespettatori 881 000 – share 4,43%[7]

## Penitenza
- Titolo originale: Penance
- Diretto da: Dermott Downs
- Scritto da: Brian Ford Sullivan e Oscar Balderrama

### Trama
Green Arrow e la sua squadra catturano uno degli uomini di Church, e Oliver incarica i suoi aiutanti di consegnarlo all'anticrimine, insieme al contenuto di uno strano cofanetto che l'uomo portava con sé. Rory decide di abbandonare la squadra dopo aver appreso da Felicity la verità sull'incidente di Havenrock, pur sapendo che non aveva scelta. Oliver lascia temporaneamente Star City per aiutare Lyla a far evadere Diggle dal penitenziario: Felicity non crede sia la cosa giusta da fare, dato che Diggle desidera scontare la sua penitenza per ciò che ha fatto al fratello, ma Oliver è irremovibile nella sua decisione.Nel frattempo, Church fa saltare in aria il cofanetto nel deposito delle prove della polizia, riuscendo così a entrare nel deposito e rubare le armi custodite. Felicity e la squadra comprendono che l'obiettivo di Church è assaltare la sede dell'unità anticrimine. La situazione si complica ulteriormente mentre Oliver deve affrontare le conseguenze delle sue scelte e il crescente potere di Church, rendendo sempre più difficile mantenere la sicurezza nella città e proteggere i suoi alleati.
- Guest star: David Nykl (Anatoly Knyazev), Chad L. Coleman (Tobias Church), Joe Dinicol (Rory Regan/Ragman), Rick Gonzalez (Rene Ramirez/Wild Dog), Audrey Marie Anderson (Lyla Michaels), Madison McLaughlin (Evelyn Sharp), Michael Hanus (Sergio), Vincent Gale (Pyotr Friedkin)
- Ascolti USA: telespettatori 1 870 000[8]
- Ascolti Italia: telespettatori 953 000 – share 5,01%[9]

## Bersaglio umano
- Titolo originale: Human Target
- Diretto da: Laura Belsey
- Scritto da: Oscar Balderrama e Sarah Tarkoff

### Trama
Oliver e la sua squadra indagano sulla misteriosa sparizione di Rene, intimando ai teppisti di strada di fornire informazioni su Church, ma senza ottenere alcun risultato. Nel frattempo, Oliver e Thea cercano il sostegno del consigliere Collins per un progetto volto alla creazione di case a basso reddito, ma lui si rifiuta di accettare, dando a Susan un ulteriore pretesto per screditare Oliver davanti all'opinione pubblica. Rory ed Evelyn perlustrano un deposito e trovano una pozza di sangue, comprendendo che appartiene a Rene.Nel frattempo, Rene è stato portato in un bosco da Church, che lo costringe a scavare la sua stessa fossa. Fortunatamente, Green Arrow riesce a portare in salvo Rene, il quale gli confessa di aver rivelato a Church che Oliver Queen e Green Arrow sono la stessa persona. Questa rivelazione mette in pericolo non solo la vita di Oliver, ma anche quella della sua squadra e della città intera, costringendolo a riflettere sulle conseguenze delle sue azioni e sulla necessità di proteggere la sua identità segreta.
- Guest star: David Nykl (Anatoly Knyazev), Chad L. Coleman (Tobias Church), Carly Pope (Susan Williams), Rick Gonzalez (Rene Ramirez/Wild Dog), Joe Dinicol (Rory Regan/Ragman), Madison McLaughlin (Evelyn Sharp), Wil Traval (Christopher Chance/Human Target), Tyler Ritter (Billy Malone), Mike Dopud (Viktor), Greg Rogers (Collins), Curtis Braconnier (Scimitar)
- Ascolti USA: telespettatori 1 610 000[10]
- Ascolti Italia: telespettatori 880 000 – share 4,48%[11]

## Così si comincia
- Titolo originale: So It Begins
- Diretto da: John Behring
- Scritto da: Wendy Mericle e Brian Ford Sullivan

### Trama
Oliver e Diggle, consapevoli della minaccia rappresentata da Prometheus, cercano di stanarlo in un magazzino, ma l'operazione termina in un'esplosione. Nel frattempo, Thea e Quentin decidono di organizzare un festival musicale, ma la ragazza nota alcuni comportamenti strani del vicesindaco, maturando il sospetto che abbia ripreso a bere, nonostante lui neghi. Intanto, due persone vengono uccise con degli shuriken, esattamente come negli omicidi di Church e Conahan. Oliver comprende quindi che Prometheus è l'artefice di questi crimini e informa la sua squadra.In un momento di grande confidenza, Oliver confessa alla squadra di essere stato lui l'Incappucciato prima di diventare Green Arrow, rivelando che ha accantonato la sua lista di obiettivi da ormai quattro anni. La rivelazione lascia tutti basiti, specialmente Evelyn, che si sente tradita dalla mancanza di trasparenza da parte del suo mentore. La tensione cresce mentre la squadra si prepara ad affrontare la crescente minaccia di Prometheus, consapevole che le scelte passate di Oliver potrebbero avere conseguenze devastanti per tutti loro.
- Guest star: Dolph Lundgren (Konstantin Kovar), David Nykl (Anatoli Knyazev), Joe Dinicol (Rory Reagan/Ragman), Rick Gonzalez (Rene Ramirez/Wild Dog), Madison McLaughlin (Evelyn Sharp), Carly Pope (Susan Williams), David Meunier (Ishmael Gregor), Tyler Ritter (Billy Malone)
- Ascolti USA: telespettatori 1 950 000[12]
- Ascolti Italia: telespettatori 604 000 – 2,94%[13]

## Vigilante
- Titolo originale: Vigilante
- Diretto da: Gordon Verheul
- Scritto da: Ben Sokolowski e Emilio Ortega Aldrich

### Trama
Un misterioso individuo uccide dei trafficanti di esseri umani mentre salva una ragazza: l'uomo si fa chiamare "Vigilante" ed è armato con sofisticata artiglieria di fuoco. Oliver e la sua squadra decidono di fermarlo, poiché, nonostante prenda di mira i criminali, non ha il diritto di ucciderli elevandosi al di sopra della legge. Nel frattempo, Quentin presenta a Thea una lettera di dimissioni; successivamente, lei va a trovarlo a casa e lui le rivela dell'uso dello shuriken. Tutto fa supporre che sia lui Prometheus, specialmente perché, quando beve, tende a scordare le cose, sebbene escluda l'ipotesi di essere diventato un killer. Vigilante entra in conflitto con una banda di rapinatori di banche e, durante uno dei loro colpi, li affronta ferendo il loro capo. Tuttavia, proprio quando il Team Arrow arriva sulla scena, Vigilante si dà alla fuga. La situazione si complica ulteriormente mentre Oliver e la sua squadra cercano di capire le vere intenzioni di Vigilante e il suo legame con i recenti eventi criminali in città.
- Guest star: Dolph Lundgren (Konstantin Kovar), Joe Dinicol (Rory Regan/Ragman), Rick Gonzalez (Rene Ramirez/Wild Dog), Carly Pope (Susan Williams), Audrey Marie Anderson (Lyla Michaels), Madison McLaughlin (Evelyn Sharp), David Meunier (Ishmael Gregor), Natasha Vasiluk (Galina), Toby Levins (Eric Dunn), Tirra Dent (Laura), Keon Boateng (John Junior)
- Ascolti USA: telespettatori 1 860 000[14]
- Ascolti Italia: telespettatori 893 000 – share 5,58%[15]

## Invasione!
- Titolo originale: Invasion!
- Diretto da: James Bamford
- Scritto da: Greg Berlanti (soggetto); Marc Guggenheim e Wendy Mericle (sceneggiatura)

### Trama
Oliver, Thea, Diggle, Sara e Ray Palmer sono stati rapiti dai Dominatori e portati sulla loro astronave madre. I cinque vengono attaccati a un congegno che crea una sorta di sogno olografico in cui Oliver e Thea non sono orfani dei loro genitori e vivono una vita normale, mentre Sara non è mai entrata nella Lega degli Assassini. In questo scenario alternativo, Diggle è l'Incappucciato e Ray è fidanzato con Felicity ed è socio del padre di Oliver.Nel frattempo, Cisco giunge a Star City e si reca nel covo di Oliver; utilizzando i suoi poteri di percezione sull'arco dell'arciere di smeraldo, scopre che si trovano sull'astronave degli alieni. Curtis e Felicity tentano di localizzare i loro amici hackerando la tecnologia aliena con un pezzo dell'astronave atterrata a Central City. Tuttavia, per completare l'operazione, serve un congegno che stabilizzi la scienza umana sulla struttura aliena, ma questo dispositivo è stato rubato da una metaumana di nome Laura Washington. La squadra deve ora affrontare non solo la minaccia dei Dominatori, ma anche il tempo che scorre mentre cercano di salvare i loro amici intrappolati in un'illusione pericolosa.
- Guest star: Katie Cassidy (Laurel Lance), Susanna Thompson (Moira Queen), John Barrowman (Malcolm Merlyn), Melissa Benoist (Kara Zor-El/Supergirl), Grant Gustin (Barry Allen/Flash), Caity Lotz (Sara Lance/White Canary), Brandon Routh (Ray Palmer), Nick Zano (Nate Heywood), Neal McDonough (Damien Darhk), Joe Dinicol (Rory Regan/Ragman), Rick Gonzalez (Rene Ramirez/Wild Dog), Jamey Sheridan (Robert Queen), Erica Luttrell (Laura Washington)
- Ascolti USA: telespettatori 3 550 000[16]
- Ascolti Italia: telespettatori 1 303 000 – share 6,71%[17]

## Quello che ci lasciamo alle spalle
- Titolo originale: What We Leave Behind
- Diretto da: Antonio Negret
- Scritto da: Wendy Mericle e Beth Schwartz

### Trama
Evelyn consegna a Prometheus tutte le informazioni che ha raccolto su Oliver e le persone che ama, facendogli promettere che lo ucciderà. Tuttavia, Prometheus le rivela che non si limiterà a questo, poiché il suo obiettivo è mettere Oliver nella posizione di pregare di essere ucciso. Nel frattempo, tutti si preparano a festeggiare il Natale: Oliver e Thea organizzano un party e Oliver invita Susan come sua compagna, mentre Felicity partecipa con Billy, presentandolo a Oliver. Curtis partecipa alla festa insieme a suo marito Paul; per giustificare le numerose assenze del marito, Felicity dice a Paul che Curtis lavora a una startup, ma lui non le crede e decide di andarsene. Curtis lo segue, ma entrambi vengono attaccati da Prometheus, che ferisce Curtis al collo con uno shuriken. La tensione cresce mentre la squadra si prepara ad affrontare la minaccia di Prometheus, consapevole che la loro vita e quella delle persone a loro care sono in grave pericolo.
- Guest star: Katie Cassidy (Laurel Lance/Black Siren), Joe Dinicol (Rory Reagan/Ragman), Rick Gonzalez (Rene Ramirez/Wild Dog), Carly Pope (Susan Williams), Madison McLaughlin (Evelyn Sharp), Chenier Hundal (Paul), Tyler Ritter (Billy Malone), Garwin Sanford (Justin Claybourne)
- Ascolti USA: telespettatori 1 940 000[18]
- Ascolti Italia: telespettatori 829 000 – share 4,33%[19]

## Black Siren
- Titolo originale: Who Are You?
- Diretto da: Gregory Smith
- Scritto da: Ben Sokolowski e Brian Ford Sullivan

### Trama
Oliver e Felicity abbracciano Laurel, la quale rivela che Sara, viaggiando nel tempo, ha cambiato il passato salvandola dalla ferita mortale inflitta da Damien Darhk grazie alla tecnologia medica della Waverider. Felicity informa Oliver che i militari hanno arrestato Diggle, quindi decide di andarlo a trovare in prigione. Diggle chiede a Oliver se stanno facendo progressi riguardo a Prometheus, in particolare se sono riusciti a rintracciare la donna che Oliver conobbe in Russia e che, secondo lui, lo avrebbe addestrato. Oliver risponde che non è facile mettersi in contatto con lei.Per festeggiare il ritorno di Laurel, Oliver e Felicity organizzano una festa invitando anche Rory, Curtis e Rene. Tuttavia, Felicity non trova convincenti le parole di Laurel e decide di effettuare un test del DNA per verificare la sua identità. Quando il risultato arriva, si rivela positivo, confermando che Laurel è davvero tornata. La situazione si complica mentre la squadra cerca di capire le vere motivazioni dietro il ritorno di Laurel e il potenziale legame con Prometheus.
- Guest star: Katie Cassidy (Laurel Lance/Black Siren), Joe Dinicol (Rory Reagan/Ragman), Rick Gonzalez (Rene Ramirez/Wild Dog), Lexa Doig (Talia al Ghul), David Meunier (Ishmael Gregor), Garry Chalk (Walker), Juliana Harkavy (Dinah Drake/Canary)
- Ascolti USA: telespettatori 1 680 000[20]
- Ascolti Italia: telespettatori 618 000 – share 3,26%[21]

## Una seconda occasione
- Titolo originale: Second Chances
- Diretto da: Mark Bunting
- Scritto da: Speed Weed e Sarah Tarkoff

### Trama
Felicity e le Reclute stanno esaminando le potenziali eredi di Black Canary, ma nonostante le notevoli abilità delle candidate, Oliver sembra scartarle tutte. Il sindaco di Star City, infatti, ritiene profondamente sbagliato sostituire Laurel, nonostante in punto di morte le avesse fatto questa promessa. Tuttavia, Curtis gli suggerisce di considerare una misteriosa paladina avvistata mentre soccorre persone in difficoltà lungo tutta l'America. Questa ragazza, oltre a possedere grandi doti combattive, sembra avere un Urlo Sonico simile a quello che Laurel emetteva tramite il suo dispositivo sonico. Questo suggerisce a Oliver che il destino l'abbia messa sulla sua strada, così parte con René e Curtis alla volta di Hub City, dove la donna è stata vista l'ultima volta. La ricerca della nuova Black Canary si intreccia con il desiderio di Oliver di onorare la memoria di Laurel e di trovare qualcuno che possa portare avanti il suo lascito nella lotta contro il crimine. Mentre si avventurano in questa missione, la squadra affronta sfide e ostacoli che metteranno alla prova non solo le loro abilità, ma anche i legami che li uniscono come team.
- Ascolti USA: telespettatori 1 910 000[22]
- Ascolti Italia: telespettatori 629 000 – share 3,46%[23]

## Bratva
- Titolo originale: Bratva
- Diretto da: Ben Bray
- Scritto da: Oscar Balderrama e Emilio Ortega

### Trama
Una missione porta Oliver Queen, Felicity Smoak e la squadra in Russia, dove incontrano il vecchio amico di Oliver, Knyazev. Nel frattempo, Quentin Lance esce dalla clinica e si dice pronto a concedere un’intervista alla reporter Susan. Oliver chiede quindi a Rene di rimanere a Star City per controllare Lance, poiché, sotto pressione per l’imminente intervista, potrebbe aver bisogno di aiuto. I due lavorano insieme per prepararsi alle domande della reporter e, dopo un acceso momento di contrasto, riescono a ritrovarsi più uniti.Rene confessa a Lance di averlo conosciuto anni prima, quando era un ragazzino che sporcava i muri della città con i graffiti e Lance era un agente di ronda nel suo quartiere. Fu proprio quest'ultimo a dirgli che avrebbe potuto diventare migliore di così, invece di arrestarlo. Questa rivelazione non solo rafforza il loro legame, ma offre anche a Lance una nuova prospettiva sulla sua vita e sulle sue scelte. Mentre la squadra affronta le sfide della missione in Russia, le dinamiche tra i personaggi si evolvono, creando opportunità per la crescita personale e il rafforzamento delle relazioni.
- Ascolti USA: telespettatori 1 610 000[24]
- Ascolti Italia: telespettatori 605 000 – share 3,07%[25]

## Lo spettro di una pistola
- Titolo originale: Spectre of the Gun
- Diretto da: Kristin Windell
- Scritto da: Marc Guggenheim

### Trama
A seguito di un traumatico attacco al municipio, Wild Dog si trova a dover affrontare ricordi dolorosi legati alla sua famiglia. Questo evento lo costringe a riflettere su come sia passato da semplice uomo di casa a vigilante, combattendo per la giustizia. Mentre la squadra cerca di rimanere concentrata sulla lotta contro il crimine, Rene (Wild Dog) deve confrontarsi con il suo passato e le scelte che lo hanno portato a diventare un eroe.Le memorie della sua vita precedente, in cui era un padre e un marito, riaffiorano, rivelando il dolore e le perdite che ha subito. Questi flashback lo spingono a rivalutare la sua identità e il suo ruolo all'interno della squadra. La sua determinazione a proteggere Star City è messa alla prova, mentre cerca di trovare un equilibrio tra il suo passato e il presente.La trama si sviluppa attraverso momenti di introspezione e interazioni con gli altri membri della squadra, che lo supportano nel suo viaggio emotivo. L'episodio culmina in una maggiore comprensione da parte di Wild Dog del significato di sacrificio e redenzione, mentre si prepara ad affrontare le nuove minacce che incombono sulla città.
- Ascolti USA: telespettatori 1 660 000[26]
- Ascolti Italia: telespettatori 669 000 – share 3,49%[27]

## Il mangia peccati
- Titolo originale: The Sin-Eater
- Diretto da: Mary Lambert
- Scritto da: Barbara Bloom e Jenny Lynn

### Trama
China White, Carrie Cutter (alias Cupido) e Liza Warner riescono a fuggire dalla prigione di Iron Heights e si dirigono a Star City per impadronirsi della lauta somma di 100.000.000 dollari ottenuta da Tobias Church attraverso la Emertech. Con grande sorpresa di Oliver, la polizia è intenzionata ad arrestare Green Arrow per l'omicidio del detective Malone, un crimine in realtà commesso da Prometheus, il quale ha fatto vestire i panni di Prometheus al detective Billy Malone, attuale fidanzato di Felicity. Il vigilante, credendo di trovarsi davanti al criminale, lo uccide.Nel frattempo, Lance si sente responsabile per le fughe di prigione dopo che Warner gli fa notare che la sua ammissione di colpa in diretta nazionale e la sua collaborazione con il criminale Damien Darhk l'hanno spinta a disobbedire nuovamente alla legge. Thea Queen però fa capire al vicesindaco Lance che non si può addossare la colpa di peccati che non sono propri.Alla fine, il trio composto da Cupido, China White e Liza Warner, dopo aver mietuto molte vittime per il loro losco scopo, viene nuovamente catturato grazie al Team Arrow e alla polizia. Questa volta, Green Arrow viene lasciato libero per ordine del tenente Pike, il quale ha creduto nella buona fede dell'eroe anche grazie alle parole del sindaco di Star City, Oliver Queen. 
- Ascolti USA: telespettatori 1 540 000[28]
- Ascolti Italia: telespettatori 585 000 – share 3,20%[29]

## Combattere il fuoco col fuoco
- Titolo originale: Fighting Fire with Fire
- Diretto da: Michael Schultz
- Scritto da: Speed Weed e Ben Sokolowski

### Trama
Inizia il processo di impeachment di Oliver, con Chase come suo avvocato. Il Vigilante inizia a prendere di mira Chase, ma viene contrastato da Prometheus, che si rivela essere proprio Chase. Utilizzando Pandora, Felicity e Thea scoprono un segreto che potrebbe essere usato per ricattare un assessore, ma Oliver e John li dissuadono dall'usarlo. Con un pezzo della visiera del Vigilante, Curtis riesce a rintracciarlo mentre sta pianificando di assassinare Oliver. Per avere una possibilità di combattere per rimanere sindaco, Oliver rinnega pubblicamente Freccia Verde, definendolo un "assassino di poliziotti" e affermando che il suo insabbiamento era volto a proteggere le persone dalla perdita di speranza. Il Vigilante riesce a fuggire.Il consiglio vota contro l'impeachment, ma Thea si dimette dall'amministrazione di Oliver per lavorare sulla sua moralità. Paul decide di divorziare da Curtis. Susan riesce a riavere il suo lavoro grazie alla testimonianza anonima di Felicity. Successivamente, Felicity si unisce segretamente ad Helix. Chase chiede insistentemente a Susan di ascoltare la sua storia. Nei flashback, Anatoly richiede "spross dopross", il processo attraverso il quale il Pakhan può essere rovesciato. Oliver si infiltra nella villa di Kovar e raccoglie prove che dimostrano che Gregor si è appropriato dei soldi della Bratva. La maggioranza dei capitani vota per Anatoly, ma Gregor inizia un ammutinamento.
- Ascolti USA: telespettatori 1 600 000[30]
- Ascolti Italia: telespettatori 455 000 – share 2,38%[31]

## Scacco matto
- Titolo originale: Checkmate
- Diretto da: Ken Shane
- Scritto da: Beth Schwartz e Sarah Tarkoff

### Trama
Oliver incontra Talia, che si rivela essere la figlia di Ra's al Ghul. Talia esprime il suo odio per Oliver, colpevole di aver ucciso suo padre, e confessa di aver aiutato Chase a diventare Prometheus. Oliver affronta Chase, il quale rivela di aver rapito Susan e che morirà di fame se Oliver lo ucciderà. La Freccia Verde irrompe nella casa di Chase e cerca di ragionare con la moglie di Chase, Doris, ma l'ACU irrompe, costringendo Oliver a scappare.Felicity accetta di hackerare i droni del Department of Homeland Security per conto di Helix in cambio di assistenza per localizzare Susan. La squadra di Oliver entra nell'edificio e riesce a trovare e salvare Susan prima che Oliver affronti Chase. Diggle cerca di convincere Chase ad arrendersi, ma quest'ultimo, sempre in preda alla sua lucida follia e al suo piano distorto, ne approfitta per pugnalarla mortalmente.Oliver ingaggia un combattimento con Chase mentre gli altri portano via Susan e Doris. Talia arriva e aiuta Chase a sopraffare e rapire Oliver, il quale viene informato da Chase che ha intenzione di aiutarlo a scoprire chi è veramente. Nel frattempo, Chase continua a recitare normalmente al municipio, provocando l'ira della squadra.Nei flashback, la maggior parte dei capitani della Bratva viene uccisa in una sparatoria prima che Gregor riesca a scappare. Oliver e Anatoly attaccano Gregor durante un incontro con i suoi fedeli seguaci, riuscendo a sottometterlo. La tensione cresce mentre le alleanze si fanno sempre più fragili e il destino dei protagonisti si complica ulteriormente.
- Ascolti USA: telespettatori 1 530 000[32]
- Ascolti Italia: telespettatori 421 000 – share 2,15%[33]

## Kapiushon
- Titolo originale: Kapiushon
- Diretto da: Kevin Tancharoen
- Scritto da: Brian Ford Sullivan e Emilio Ortega Aldrich

### Trama
Nei flashback, Anatoly diventa il nuovo Pakhan. Kovar acquista gas sarin da Malcolm e Anatoly scopre che Kovar sta pianificando un colpo di stato contro il governo russo. Torturando un agente di Kovar, Oliver scopre che Kovar ha invitato funzionari governativi chiave al suo casinò, dove intende assassinarli tutti con il gas. Oliver convince Galina, la madre di Taiana e Vlad Venediktov, a dargli la sua chiave magnetica per il casinò. Oliver e la Bratva si infiltrano nel casinò, ma Kovar scopre il tradimento di Galina e la uccide, facendo infuriare Oliver, che non riesce a fermare la diffusione del gas in tempo, portando alla morte di Viktor. Anatoly non riesce a persuadere Oliver a non uccidere Kovar e lo nomina capitano della Bratva. Nel frattempo, Malcolm aiuta gli agenti di Kovar a rianimare Oliver. Nel presente, Chase tortura Oliver per fargli confessare un "segreto". Chase costringe Oliver a prendere una decisione fatale riguardo a Evelyn, dopo che Oliver si rifiuta di farlo. A questo punto, Oliver, sentendosi ormai perduto e in preda alla disperazione, crolla emotivamente e rivela di aver ucciso molte persone perché gli piaceva: è questa la confessione a cui Chase voleva spingere il suo odiato rivale. 
Si scopre poi che Evelyn è viva e sta ancora assistendo Chase. Costui decide di lasciare andare Oliver, il quale torna al nascondiglio e comunica alla squadra la sua decisione di porre fine al suo ruolo di vigilante.
- Ascolti USA: telespettatori 1 380 000[34]
- Ascolti Italia: telespettatori 504 000 – share 2,67%[35]

## Scioglimento
- Titolo originale: Disbandend
- Diretto da: JJ Makaro
- Scritto da: Rebecca Bellotto

### Trama
Con Chase che lo ha distrutto, Oliver decide di sciogliere la squadra e chiama la Bratva per eliminare Chase. Diggle cerca di convincere Oliver a fermarsi, ricordandogli che ci sono modi migliori per affrontare la situazione. Nel frattempo, Felicity si rivolge a Helix e riesce a trovare un filmato modificato di Chase che si toglie la maschera di Prometheus. Oliver permette alla Bratva di rubare medicine per il diabete come pagamento anticipato, ma vengono fermati dalla squadra.Diggle comunica a Oliver che possono sistemare le cose se è disposto ad accettare aiuto. Oliver decide di unirsi alla squadra, eliminando la Bratva e salvando gli ostaggi che Anatoly aveva preso come leva. Felicity e Curtis riescono a decodificare l'immagine di Chase, rivelando l'identità di Prometheus alla polizia. Oliver afferma di non essere ancora pronto a indossare nuovamente il cappuccio, ma con l'aiuto della squadra, questo avverrà prima piuttosto che dopo.Quando le guardie di Chase cercano di arrestarlo, lui le uccide e abbandona la sua casa sicura. Nei flashback, Oliver esprime il desiderio di tornare a Lian Yu, mentre Anatoly pianifica un'ultima rapina per aiutare i bambini malati, sperando di convincere Oliver a restare. Tuttavia, Oliver intende ancora tornare a Lian Yu per inscenare il suo drammatico ritorno a Starling City.
- Guest Star: Rick Gonzalez (Rene Ramirez/Wild Dog), Juliana Harkavy (Dinah Drake), Carly Pope (Susan Williams), David Nykl (Anatoli Knyazev), Kacey Rohl (Alena)
- Ascolti USA: telespettatori 1 550 000[36]
- Ascolti Italia: telespettatori 431 000 – share 2,45%[37]

## Relazioni pericolose
- Titolo originale: Dangerous Liaisons
- Diretto da: Joel Novoa
- Scritto da: Speed Weed e Elizabeth Kim

### Trama
Con le forze dell'ordine incapaci di localizzare Chase, Felicity accetta il piano di Alena per liberare l'ex leader di Helix, Cayden James, che ha creato un localizzatore biometrico in grado di trovare chiunque, ma attualmente si trova in una prigione dell'A.R.G.U.S. in custodia senza giusto processo. Lyla intende usare James come esca per distruggere Helix. Tuttavia, Alena, prevedendo questa mossa, trova la vera posizione di James e guida la sua squadra, inclusa Felicity, in un'operazione di salvataggio.Durante l'intervento, vengono interrotti dalla squadra, ma Felicity riesce a costringerli a permettere a Helix di fuggire con James. Helix interrompe la loro connessione con Felicity, ma le fornisce lo scanner di James, che utilizza per scoprire che Chase è già nel nascondiglio della squadra e sta preparando un assalto.Nel frattempo, Quentin affronta Rene per non aver visitato Zoe, nonostante fosse legalmente possibile. Rene si sente un padre inadatto, ma Quentin organizza una visita che spinge Rene a decidere di combattere per riconquistare la custodia di Zoe. John affronta Lyla riguardo alla sua ambiguità morale, che ha contribuito al loro divorzio in passato.La tensione aumenta mentre Oliver e la sua squadra si preparano ad affrontare Chase e le conseguenze delle loro azioni si fanno sempre più serie.
- Guest Star: Audrey Marie Anderson (Lyla), Rick Gonzalez (Rene Ramirez/Wild Dog), Juliana Harkavy (Dinah Drake), Kacey Rohl (Alena)
- Ascolti USA: telespettatori 1 360 000[38]
- Ascolti Italia: telespettatori 349 000 – share 2,04%[39]

## Nel bunker
- Titolo originale: Underneath
- Diretto da: Wendey Stanzler
- Scritto da: Wendy Mericle e Beth Schwartz

### Trama
L'atmosfera si fa intensa quando Oliver Queen e Felicity Smoak si ritrovano bloccati nel bunker, costretti a confrontarsi con le loro paure e incertezze. Mentre cercano di trovare una soluzione alla crescente minaccia di Chase, la tensione tra di loro cresce, rivelando vulnerabilità profonde. Le emozioni riaffiorano, portando a discussioni accese su fiducia e sacrificio. Nel frattempo, John Diggle e Harbinger affrontano le loro difficoltà coniugali, mettendo a dura prova il loro rapporto. Le conversazioni tra i personaggi esplorano temi di redenzione e responsabilità, mentre Oliver deve decidere se continuare la sua lotta come vigilante o accettare il rischio di perdere tutto ciò che ama. La situazione culmina in un confronto emotivo che mette in luce le fragilità dei protagonisti e la complessità delle loro relazioni, portando a scelte decisive per il futuro della squadra. Con il tempo che scorre e la minaccia di Chase sempre più vicina, Oliver e Felicity devono affrontare non solo il nemico esterno, ma anche i demoni interiori che li separano.
- Guest star: Audrey Marie Anderson (Lyla), Rick Gonzalez (Rene Ramirez/Wild Dog), Juliana Harkavy (Dinah Drake)
- Ascolti USA: telespettatori 1 360 000[40]
- Ascolti Italia: telespettatori 594 000 – share 3,97%[41]

## Onora i tuoi padri
- Titolo originale: Honor Thy Father
- Diretto da: Laura Belsey
- Scritto da: Marc Guggenheim e Sarah Tarkoff

### Trama
Le accuse di Chase vengono screditate e la maggior parte dei detenuti, incluso Sampson, viene rilasciata su cauzione. Oliver riceve un corpo, identificato come Henry Goodwin. Mentre Curtis e Dinah seguono Sampson, gli altri indagano su Goodwin, scoprendo che è stato ucciso da Robert Queen, il che sciocca profondamente Thea e Oliver. Il team deduce che Chase e Sampson stanno collaborando per liberare Claybourne, malato di tubercolosi, a Star City. Con Oliver che indossa di nuovo il costume di Green Arrow, seguono la bomba e ingaggiano una battaglia durante la festa di Sampson, dove Oliver duella con Chase. Sampson viene catturato mentre Curtis disinnesta la bomba.Oliver rivela che Claybourne ha pianificato di rinnegare Chase a causa delle sue condizioni mentali, motivo per cui non l'ha mai voluto incontrare. Disilluso, Chase chiede a Oliver di ucciderlo, ma l'eroe decide di arrestarlo. In un gesto toccante, Oliver regala a Thea un video di Robert in cui le chiede di prendersi cura di lui. Nel frattempo, René si rifiuta di testimoniare in tribunale per non turbare Zoe, portando il giudice a respingere la sua richiesta.Nei flashback, Oliver e Anatoly tornano a Lian Yu, dove organizzano il piano per il ritorno di Oliver a Starling City. Anatoly parte per corrompere i barcaioli affinché lo portino sull'isola, ma Oliver viene catturato da Kovar, che conosce i suoi piani. Questo sviluppo aggiunge ulteriore tensione alla trama, mentre i personaggi devono affrontare le conseguenze delle loro scelte e il peso del passato.
- Ascolti USA: telespettatori 1 650 000[42]
- Ascolti Italia: telespettatori 610 000 – share 4,24%[43]

## Scomparsi
- Titolo originale: Missing
- Diretto da: Mairzee Almas
- Scritto da: Speed Weed e Oscar Balderrama

### Trama
La squadra organizza una festa di compleanno per Oliver, ma Rene, Dinah e Curtis vengono successivamente rapiti dalla squadra di Chase. Rendendosi conto che Chase sta eliminando i suoi alleati dopo che Thea e Quentin sono stati catturati da Black Siren ed Evelyn, Oliver accetta l'aiuto di Malcolm per affrontare Chase. Tuttavia, Chase rivela di aver rapito William, costringendo Oliver a liberarlo. Felicity e Diggle vengono catturati da Talia e dai suoi seguaci, mentre Oliver recluta Nyssa al Ghul per combattere l'esercito di Chase. Seguendo un aereo che trasporta Chase, scoprono che si dirigono verso Lian Yu. Arrivato sull'isola, Oliver visita Slade e chiede il suo aiuto.Nei flashback, Kovar inietta una droga in Oliver, costringendolo a soffrire di allucinazioni viscerali legate ai momenti dolorosi degli ultimi cinque anni. Dopo aver affrontato visioni di Yao Fei e Laurel, Oliver trova finalmente la forza di scappare. La sua determinazione a salvare i suoi amici e il suo desiderio di affrontare il passato lo spingono a unirsi alla lotta contro Chase, portando a un confronto finale che metterà alla prova le sue capacità e la sua resilienza.
- Ascolti USA: telespettatori 1 440 000[44]
- Ascolti Italia: telespettatori 371 000 – share 3,81%[45]

## Lian Yu
- Titolo originale: Lian Yu
- Diretto da: Jesse Warn
- Scritto da: Wendy Mericle e Marc Guggenheim

### Trama
Nell'episodio finale della quinta stagione di Arrow, il conflitto tra Oliver Queen e Adrian Chase raggiunge il culmine sull'isola di Lian Yu. Con William in pericolo, Oliver forma un'improbabile alleanza con Malcolm Merlyn, Nyssa al Ghul e Slade Wilson per affrontare Chase e il suo esercito, che include Black Siren. Mentre la tensione cresce, Oliver scopre che Chase ha rapito i suoi amici e li tiene in ostaggio.Durante la battaglia finale, Oliver deve affrontare non solo Chase, ma anche le sue scelte passate. Quando Chase rivela che William è in pericolo, Oliver deve decidere se cedere alla vendetta o salvare il suo bambino. Il confronto culmina in un drammatico scontro su una barca, dove Oliver riesce a salvare William ma non prima che Chase si spari, attivando esplosivi che portano alla distruzione dell'isola. Questo episodio segna una conclusione intensa per la stagione, esplorando temi di sacrificio, redenzione e la lotta interiore di Oliver tra giustizia e vendetta.
- Ascolti USA: telespettatori 1 720 000[46]
- Ascolti Italia: telespettatori 392 000 – share 3,96%[47]